# 劉榮華
劉榮華（1966年10月10日—）為一名台灣棒球教練，現為味全龍守備統籌教練。曾任中華職棒樂天桃猿二軍總教練，2004、2005、2011年球季擔任興農牛總教練。

## 早年
劉榮華出生成長於高雄縣林園鄉潭頭村，從小受棒球訓練，就讀金潭國小、林園國中、高英工商。
畢業於台灣體專，他服役於陸光棒球隊。退伍後，他進入俊國建設棒球隊；1993年隨著球隊加入中華職棒並命名為俊國熊，成為球隊創始成員。

## 執教生涯
- 中華職棒興農牛守備教練兼任體能教練（1996年－2004年）
- 中華職棒興農牛代理總教練（2004年2月28日－2004年3月5日）
- 中華職棒興農牛總教練（2004年10月1日－2006年10月29日）
- 西苑高中青棒隊總教練（2007年－2008年）[2]
- 中華職棒興農牛代理總教練（2008年6月3日－2008年7月4日）
- 中華職棒興農牛一軍首席教練（2008年7月4日－2009年）
- 中華職棒興農牛一軍投捕教練（2009年－2009年4月8日）
- 台中市威達超舜棒球隊總教練（2009年5月－2010年9月）[3][4]

2010年12月2日，他再度出任興農牛一軍總教練。2012年8月11日，他主動請辭總教練一職，遺缺由張文宗至球季結束。
- 美國大聯盟德州遊騎兵球探（2013年－2015年）
- 中華職棒義大犀牛一軍守備教練（2015年6月23日－2016年1月）
- 中華職棒義大犀牛/富邦悍將一軍首席教練（2016年1月－2019年12月）

2020年球季，劉榮華出任中華職棒樂天桃猿二軍總教練。2022年季後，他未獲續約。
劉榮華2023年獲味全龍邀請擔任客座春訓教練。期滿後，他獲得續約為一軍內野教練。2025年球季起，他改任守備統籌教練。

## 個人生活
劉榮華育有兩子：劉家愷、劉家誠。劉家愷參與2016年季中選秀，於第七輪第26順位為義大犀牛選中並達成協議簽約，成為中華職棒史上第一對效力於同隊的本土父子檔。劉家誠於2020年選秀落棒後，2021年球季起為樂天桃猿自主培訓球員。

## 獎項
- 2次中華職棒最佳總教練：2004、2005
- 3次中華職棒明星賽總教練：2004、2005、2011
- 2次中華職棒總冠軍：2004、2005

## 生涯成績

### 選手時期
| 年度   | 球隊   | 出賽 | 先發 | 勝投 | 敗投 | 中繼 | 救援 | 完投 | 完封 | 四死 | 三振 | 責失 | 投球局數 | 自責分率 | 被上壘率 |
| ------ | ------ | ---- | ---- | ---- | ---- | ---- | ---- | ---- | ---- | ---- | ---- | ---- | -------- | -------- | -------- |
| 1993年 | 俊國熊 | 9    | 0    | 0    | 0    | 0    | 0    | 0    | 0    | 1    | 5    | 6    | 10.2     | 5.06     | 1.31     |
| 1994年 | 俊國熊 | 4    | 0    | 0    | 0    | 0    | 0    | 0    | 0    | 0    | 0    | 4    | 7.0      | 5.14     | 1.00     |
| 1995年 | 俊國熊 | 4    | 0    | 0    | 0    | 0    | 0    | 0    | 0    | 3    | 1    | 3    | 5.1      | 5.06     | 2.06     |
| 合計   | 三年   | 17   | 0    | 0    | 0    | 0    | 0    | 0    | 0    | 4    | 6    | 13   | 23.0     | 5.09     | 1.39     |

### 總教練時期
| 年度            | 球隊          | 場次 | 勝場 | 和局 | 敗場 | 勝率  | 備註                           |
| --------------- | ------------- | ---- | ---- | ---- | ---- | ----- | ------------------------------ |
| 職棒15年 (2004) | 興農牛        | 21   | 12   | 0    | 9    | 0.570 | 台灣大賽冠軍                   |
| 職棒16年 (2005) | 興農牛        | 101  | 53   | 6    | 42   | 0.530 | 台灣大賽冠軍                   |
| 職棒17年 (2006) | 興農牛        | 100  | 48   | 3    | 49   | 0.490 | 季後賽（0-3敗統一獅）          |
| 職棒19年 (2008) | 興農牛        | 17   | 7    | 0    | 10   | 0.410 | 代理總教練                     |
| 職棒22年 (2011) | 興農牛        | 119  | 45   | 3    | 72   | 0.385 |                                |
| 職棒23年 (2012) | 興農牛        | 86   | 27   | 5    | 54   | 0.333 | 季中辭去總教練                 |
| 職棒29年 (2018) | 富邦悍將      | 3    | 1    | 0    | 2    | .333  | 陳連宏總教練遭禁賽，代理三場。 |
| 執教生涯：7年   | 執教生涯：7年 | 447  | 193  | 16   | 238  | 0.448 | 二次台灣大賽冠軍               |